# Bernhard Schmidt

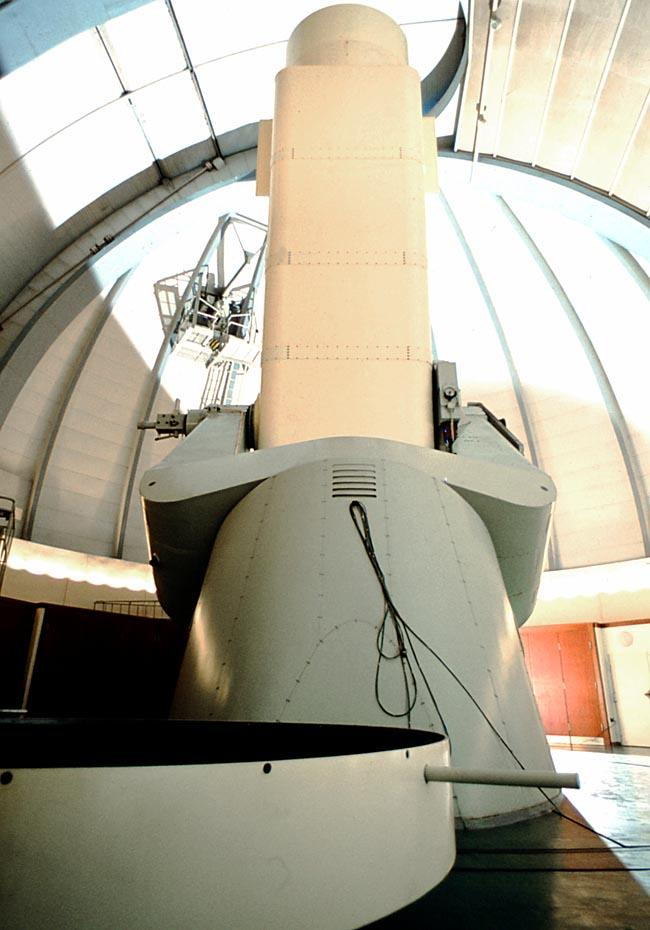
Alfred Jensch-teleskopet vid Karl Schwarzschild-observatoriet är världens största schmidtteleskop.

Bernhard Voldemar Schmidt, född 1879 på Nargö i Estland, död 1 december 1935 i Hamburg, var en optiker av estlandssvensk härkomst. Han har gett namn åt Schmidtteleskopet. Schmidt var huvudsakligen verksam i Tyskland vid observatoriet i Hamburg-Bergedorf.

## Biografi
Bernhard Schmidt föddes som det första av fem barn till Karl Konstantin och Maria Helene Schmidt på Nargö. Fadern var författare men arbetade också som bonde och fiskare. I hemmet talade familjen tyska men i skolan gällde svenska. Schmidt förlorade i ungdomen sin högra hand när han lekte med skottpulver. Han kom att trots funktionsnedsättningen att tillverka perfekta linser och speglar. 
1895 flyttade Schmidt till Tallinn för arbete som telegrafist och senare på elektromotortillverkaren Volta. 1901 åkte han till Göteborg för att studera på Chalmers men efter en kort period istället i Mittweida i Sachsen. Han studerade elektroteknik på Technikum Mittweida 1901–1904 och startade 1903 en verkstad i Mittweida där han tillverkade speglar och linser för astronomiska apparater. Han kom genom sitt arbete i kontakt med observatoriet i Bergedorf i Hamburg.
Han konstruerade omkring år 1930 ett spegelteleskop som korrigerade för bildfelen sfärisk aberration, koma och astigmatism. Denna typ av teleskop kallas efter honom för Schmidtteleskop, eller Schmidtkamera.  Detta gjorde det möjligt att konstruera stora ljusstarka teleskop med ett stort bildfält, speciellt användbara inom astronomisk forskning för att fotografera och undersöka stora områden på himlen. 
Bernhard Schmidt är huvudpersonen i Jaan Kross roman Motvindsskeppet från 1987.

## Eftermäle
Asteroiden 1743 Schmidt har fått sitt namn till hans minne.